# نیسان تیتان
نیسان تیتان (Nissan Titan) خودرویی است که از سال ۲۰۰۴–کنون تولید شده‌است. طراحی آن موتور جلو و توزیع نیروی پیشران و خودرو چهار چرخ محرک بوده وزن آن در حالت طبیعی ۵٬۰۳۸ پوند (۲٬۲۸۵ کیلوگرم) است. سیستم جعبه‌دندهٔ آن ۵ دنده به صورت خودکار است.